# Marcus Moritz Kalisch
Marcus Moritz Kalisch (né le 16 mai 1828, mort le 25 août 1885) est un érudit juif né à Treptow, en Poméranie, décédé dans le Derbyshire, en Angleterre.

## Biographie
Il fait ses études à l'université de Berlin, où il étudie les classiques, la philologie et les langues sémitiques, et au Collège rabbinique de Berlin. En 1848, il obtient ses diplômes à Berlin et à Halle, et la même année, participe à la lutte européenne pour la liberté qui aboutit à la révolution de 1848.
Il est l'un des pionniers de l'étude critique de l'Ancien Testament en Angleterre. À une certaine époque, il est secrétaire du grand-rabbin ; en 1853, il devient précepteur dans la famille Rothschild et profite de son temps libre pour produire ses commentaires et d'autres ouvrages.
Il s'attelle à rédiger un commentaire historique et critique complet du Pentateuque (la Torah) en anglais sans réussir à le terminer. Son premier volet de son Commentaire historique et critique de l'Ancien Testament avec une nouvelle traduction est sur l'Exode (1855) ; il est suivi par la Genèse (1858) et Le Lévitique en deux parties (1867-1872). Ceux-ci contiennent un résumé de tout ce que l'exégèse juive et chrétienne a accumulé sur les sujets jusqu'aux dates de leurs publications. Kalisch écrit avant la publication des œuvres de Julius Wellhausen et l'anticipe sur certains points importants.
Outre ces travaux, Kalisch publie en 1877-1878 deux volumes d'études bibliques (sur Balaam et Jonas). Il est également l'auteur d'une grammaire hébraïque autrefois populaire en deux volumes (1862-1863). En 1880, il publie Path and Goal: A Discussion on the Elements of Civilization and the Conditions of Happiness, consistant en une tentative de combiner les points de vue des représentants des principales religions.
Ses commentaires sont d'une valeur permanente, non seulement en raison de l'originalité de l'auteur, mais aussi en raison de son érudition exceptionnelle. Il ne parvint cependant pas à utiliser ces qualités à des fins littéraires. Pourtant, ses points de vue sur les sujets bibliques et juifs sont généralement d'un type avancé. Aucun autre ouvrage en anglais de cette époque ne regroupe de citations aussi complètes de la littérature antérieure. Durant les dernières années de sa vie, sa mauvaise santé l'empêche de terminer son projet de commentaire complet de l'ensemble de la Torah.